# Portal de las Brujas (Tiermas)
El portal de las Brujas es una de las puertas que da acceso al recinto defensivo de la muralla de Tiermas. Está situado en el despoblado de Tiermas, en el término municipal de Sigüés, en la provincia de Zaragoza, España.

## Historia
La fortificación del lugar de Tiermas parece corresponder a principios del siglo XIII por orden de Pedro II dada su situación como zona fronteriza con el Reino de Pamplona. Posteriormente, tanto Jaime I como Alfonso III realizaron mejoras sobre la construcción. Pedro Jordán de Urriés recibió la aldea de manos de Pedro IV en 1385 y posteriormente pasó por distintas tenencias hasta que se sabe que en 1610 pertenecía al Monasterio de Leyre retornando a la corona en 1785.

## Descripción
Es la única de las tres puertas que se conserva del recinto fortificado de Tiermas. Se trata de una torre puerta de planta rectangular de unos 6 por cuatro metros de planta y que alcanza unos ocho metros de altura, aunque ha perdido el remate que parece que estaba cubierta por tejado. El arco de ingreso es un arco apuntado y adovelado.

## Catalogación
El Portal de las Brujas está incluido dentro de la relación de castillos considerados Bienes de Interés Cultural en virtud de lo dispuesto en la disposición adicional segunda de la Ley 3/1999, de 10 de marzo, del Patrimonio Cultural Aragonés. Este listado fue publicado en el Boletín Oficial de Aragón del día 22 de mayo de 2006.